# Nephrogramma
Nephrogramma és un gènere d'arnes de la família Crambidae.

## Taxonomia
- Nephrogramma reniculalis (Zeller, 1872)
- Nephrogramma separata